# 釜笛村
釜笛村（かまふえむら）は、かつて岐阜県安八郡にあった村である。
現在の大垣市釜笛に該当する。

## 歴史
- 1872年（明治5年） - 釜笛村と三ツ屋村が合併し、釜笛村となる。
- 1889年（明治22年）7月1日 - 町村制により釜笛村発足。
- 1897年（明治30年）4月1日 -内阿原村、島里村、外渕村、川口村と合併し、洲本村発足。同日釜笛村は廃止。